# Hole-in-the-Ground
Le Hole-in-the-Ground, toponyme anglais signifiant littéralement « Trou dans le sol », est un cratère volcanique des États-Unis. Il est situé dans le Fort Rock Basin du comté de Lake, dans le centre de l'État de l'Oregon, au nord-est du Crater Lake, près de l'Oregon Route 31, entre Fort Rock au sud-est et Big Hole à l'ouest. Il s'agit d'un maar formé il y a entre 50 000 et 100 000 ans.

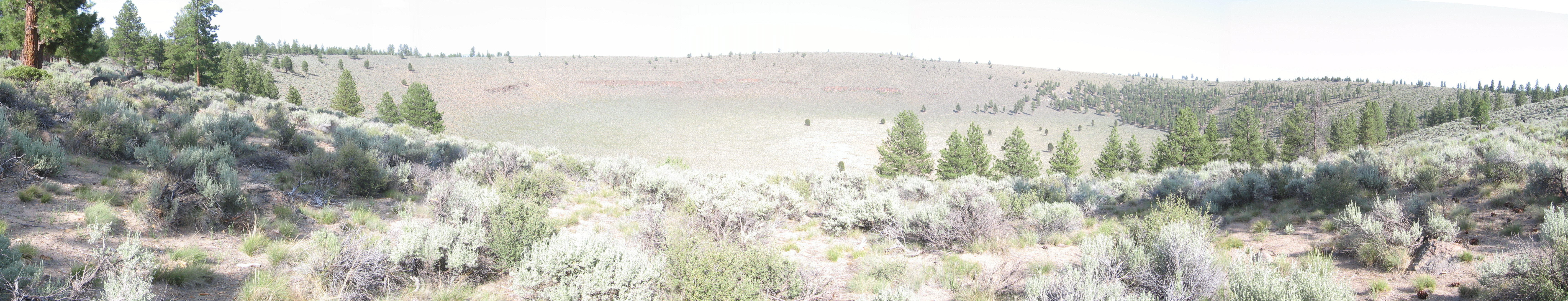
Vue panoramique du Hole-in-the-Ground.